# Soirée Garcíaová
Soirée Garcíaová Meléndezová (* 19. června 1983 Monterrey) je bývalá mexická zápasnice – judistka.

## Sportovní kariéra
Vrcholově se připravovala v Ciudad de México ve sportovním tréninkovém centru CONADE. V mexické ženské reprezentaci se pohybovala od roku 2001. V roce 2004 se v pololehké váze do 52 kg nekvalifikovala na olympijské hry v Athénách. Od roku 2005 startovala v lehké váze do 57 kg.
V roce 2002 měla v prosinci na Středoamerických a karibských hrách v San Salvadoru pozitivní nález na steroid nandrolon. Podařilo se jí však zpochybnit výsledek zkoušky a vyhla se dvouletému zákazu startu.

## Výsledky
| Turnaj                  | 2000          | 2001          | 2002          | 2003      | 2004      | 2005     | 2006     |
| Turnaj                  | 17            | 18            | 19            | 20        | 21        | 22       | 23       |
| Turnaj                  | superlehká v. | superlehká v. | superlehká v. | pololehká | pololehká | lehká v. | lehká v. |
| ----------------------- | ------------- | ------------- | ------------- | --------- | --------- | -------- | -------- |
| Olympijské hry          | —             |               |               |           | —         |          |          |
| Mistrovství světa       |               | —             |               | úč.       |           | —        |          |
| Panamerické hry         |               |               |               | 7.        |           |          |          |
| Panamerické mistrovství | —             | ?             | ?             | 5.        | 5.        | —        | úč.      |
| Středoamerické a k. hry |               |               | 3.            |           |           |          | 5.       |
| MS juniorů              | úč.           |               | úč.           |           |           |          |          |